# Mirage: Eigenstate
Mirage: Eigenstate ist ein indonesisch-britisch-portugiesischer Kurzfilm von Riar Rizaldi aus dem Jahr 2024.

## Inhalt
Der Film zeigt eine alternative Welterklärung, die teilweise ein Gegenentwurf zur Wissenschaft ist. So werden die Konzepte des sufischen Philosophen Hamzah Fansuri erkundet. Dieser nahm im 16. Jahrhundert an, dass Gott bis selbst in die kleinsten Teilchen wirke. Der Film verbindet diese Sichtweise mit den heutigen Theorien zur Quantenmechanik. Präsentiert im Stil von Carl Sagans Unser Kosmos.

## Produktion
Der Kurzfilm ist dem Science-Fiction-Genre zuzurechnen. Er hatte seine Premiere 2024 beim Singapore International Film Festival, wo er in der Kategorie Bester Südostasiatischer Film für den Silver Screen Award nominiert wurde. Der Film ist Teil der Kunstreihe Mirage, die von der Gasworks Gallery in London in Auftrag gegeben wurde. Sie begann 2023 mit dem Kurzfilm Mirage – Metanoia (Prelude). Dazu gibt es einen Comic über das zugrundeliegende Weltbild und ein dritter Film soll folgen. Auslöser für die Reihe war ein Besuch des Künstlers beim Large Hadron Collider im CERN.
Der Film wurde auf der Berlinale 2025 in der Sektion Forum Expanded gezeigt.